# Auguste Fisse
Auguste Fisse est un danseur et maître de ballet français du XVIIIe siècle.

## Biographie
Danseur à Turin en Italie, en 1762, puis à Lille en 1768 et 1769, il est engagé au Théâtre de la Monnaie de Bruxelles en 1774. Nommé premier danseur et maître de ballet en partage avec Laurent Bocquet l'année suivante, il quitte Bruxelles à la fin de la saison 1777-1778. Il danse à Maastricht en juin 1778, puis s'installe à Gand où il est maître de danse jusqu'en 1786.
Son dernier emploi connu est maître de ballet au Grand Théâtre de Bordeaux, de 1789 à 1791.